# Алмена (Канзас)
Алмена (англ. Almena) — місто (англ. city) в США, в окрузі Нортон штату Канзас. Населення — 363 особи (2020).

## Географія
Алмена розташована за координатами 39°53′29″ пн. ш. 99°42′35″ зх. д. / 39.89139° пн. ш. 99.70972° зх. д. (39.891298, -99.709704).  За даними Бюро перепису населення США в 2010 році місто мало площу 1,57 км², уся площа — суходіл.

## Демографія
Згідно з переписом 2010 року, у місті мешкало 408 осіб у 180 домогосподарствах у складі 102 родин. Густота населення становила 260 осіб/км².  Було 217 помешкань (138/км²).
Расовий склад населення:
| - 97,5 % — білих - 0,5 % — чорних або афроамериканців - 0,2 % — корінних американців - 1,5 % — осіб інших рас |

До двох чи більше рас належало 0,2 %. Частка іспаномовних становила 2,7 % від усіх жителів.
За віковим діапазоном населення розподілялося таким чином: 27,5 % — особи молодші 18 років, 54,4 % — особи у віці 18—64 років, 18,1 % — особи у віці 65 років та старші. Медіана віку мешканця становила 41,2 року. На 100 осіб жіночої статі у місті припадало 107,1 чоловіків;  на 100 жінок у віці від 18 років та старших — 102,7 чоловіків також старших 18 років.
Середній дохід на одне домашнє господарство  становив 50 858 доларів США (медіана — 39 896), а середній дохід на одну сім'ю — 60 857 доларів (медіана — 55 000). За межею бідності перебувало 9,9 % осіб, у тому числі 11,8 % дітей у віці до 18 років та 5,8 % осіб у віці 65 років та старших.
Цивільне працевлаштоване населення становило 279 осіб. Основні галузі зайнятості: освіта, охорона здоров'я та соціальна допомога — 27,2 %, сільське господарство, лісництво, риболовля — 21,5 %, публічна адміністрація — 14,0 %, виробництво — 8,6 %.